# 内田和男
内田 和男（うちだ かずお、1960年9月12日-）は日本のフリーアナウンサー。主に競艇関係の番組を担当している。また、株式会社メディアターナーの社長を務めている。関西大学社会学部卒業。大阪府生まれ。本名は内田宏和。

## 人物
競艇実況の第一人者として有名なアナウンサーである。以前は尼崎競艇場を担当していたほか、「植木VS中道・伝説の名勝負」と呼ばれる1995年の賞金王決定戦（住之江競艇場）をはじめとして、1990年代から数々のSGの優勝戦の実況を担当した。2000年代後期からは自らが代表を務めるメディアターナーに所属する後輩に実況を任せる機会が多くなり、2010年代に入ると内田自身が実況を担当することはほぼなくなった。
また実況以外でも、日本レジャーチャンネルの番組や、ピットレポート、選手インタビューなどにも広く出演している。またサンテレビの尼崎競艇中継の司会もしている。過去には植木通彦の結婚式の司会を務めたこともある。

## 主な実況歴

### SG
- 総理大臣杯（1993年、1994年、1997年～1999年、2004年）
- 笹川賞（1993年、1995年～2000年、2009年）
- グランドチャンピオン決定戦（1992年～1995年、1997年、1999年、2001年）
- オーシャンカップ（1996年、1998年、1999年、2006年、2009年）
- モーターボート記念（1994年～1997年、1999年、2000年、2008年）
- 全日本選手権（1997年、2006年）
- 競艇王チャレンジカップ（2006年）
- 賞金王決定戦（1994年～1997年、2007年）

### GI
- 新鋭王座決定戦（1993年～1997年）
- 女子王座決定戦（1999年）
- 中国地区選手権（1999年）
- 四国地区選手権（1999年）
- モーターボート大賞（1999年）
- 浜名湖賞（1994年）
- 競艇キングカップ（1995年、1996年、1998年、1999年）
- 全日本王座決定戦（1992年）

## 実況パターン
SGの優勝戦では、3周目バックストレッチあたりからトップを走る選手のニックネームを交えての実況をし出す場合が多い。
- 「内2（3）艇○号艇○号艇（○号艇）が好スタートでしょうか、1周第1ターンマークの攻防に入る」
- 「イン戦速攻体勢は○号艇の○○○○」
- 「○号艇の○○はもんどりうって後退し、～」（ターンマークの旋回で後続艇に差された選手に対して使う）
- 「上位隊形は◇番△番、◇△隊形!」
- 「ゴールまであと50メートル（メーター）、30メートル（メーター）、先頭○番の○○、ゴールイン、優勝!」

## 選手のニックネーム
前述の通り実況の中で、選手のニックネームを言うことが多いことでも知られる。
- 松井繁→水上のベッカム様、他「マイケルレインボーアタッカー」
- 吉川元浩→水上の毘沙門天
- 市川哲也→ミスターグローリーコンバット
- 西島義則→力溢れる稲妻インサイダー
- 鵜飼菜穂子→東海の女王蜂
- 中道善博→鳴門のマジシャン、捌きの永世名人、史上最強のホモサピエンス
- 倉谷和信→ガッツボン
- 植木通彦→驚異のバイオレンスモンキー家元、小倉から世界に羽ばたく無重力モンキスト
- 西田靖→元祖テクニカルドライバー
- 烏野賢太→ハイテクモンキーのパイオニア
- 熊谷直樹→激戦のウォーターシュプール、大地が産んだ水上のひょうきんヒーロー
- 安岐真人→難攻不落の水上の人間要塞、香川こんぴら軍団の総帥、魔神（まじん）の安岐
- 野中和夫→艇界の専制君主、永遠不滅のボートヒーロー、競艇立志伝
- 太田和美→なにわの怪物くん
- 新美恵一→東海のミスタートルネード
- 服部幸男→革新的未来型超人ヒーロー
- 長岡茂一→神風モイチ

など